# Корчак II
Корчак II (пол. Korczak II) – шляхетський герб, різновид герба Корчак.

## Опис герба
Опис згідно з класичними правилами блазонування:
В червоний колір|червоному полі три срібних балки, що не доходять до краю щита, причому кожна наступна (нижча) балка коротша за попередню.. 
В клейноді три пера страуса. 
Намет червоний, підбитий сріблом.
Різновид герба Корчак, що різниться лише клейнодом.

## Найбільш ранні згадки
Невідоме походження виду.

## Власники
Cuper, Czupa, Czuryło, Daleszyński, Jeleński, Kotwicz, Łaniewski, Sielicki, Szumański, Świdło, Ulczycki.[джерело?]